# Neuer Leipziger Fußball-Verband
Der Neue Leipziger Fußball-Verband (NLFV) war ein lokaler Fußballverband in der sächsischen Stadt Leipzig.
Der NLFV wurde am 25. November 1904 gegründet. Ihm gehörten die Vereine Leipziger SC 1898, FC Eintracht Leipzig, FC Bavaria Leipzig (Stadtteil Sellerhausen), FC Normannia 1901 Leipzig (Stadtteil Plagwitz), FC Urania Leipzig, FC Favorit Leipzig, FC Wettin Ost, BSC Teutonia Plagwitz und die Grimmitzer Ballspielvereinigung an.
Der Verband bestand nur für sehr kurze Zeit. Ob es zu einer Meisterschaft kam, wurde nicht überliefert, erscheint aber auf Grund des nur kurzen Bestehen des Verbandes unwahrscheinlich. Im März 1905 wurde der FC Bavaria und zwei Monate später der FC Normannia in den Verband Mitteldeutscher Ballspiel-Vereine aufgenommen.